# Краббенхёфт, Гюнтер Антон
Гюнтер Антон Краббенхёфт (1945) — немецкий светский персонаж и деятель индустрии моды, модель. Получил известность как «дедушка-хипстер». По профессии — повар.

## Ранние годы
Краббенхёфт родился в 1945 году и вырос в сельской местности недалеко от Ганновера в семье, где было ещё четверо детей. Выучившись на повара, около 50 лет проработал в этой профессии. Гюнтер Краббенхёфт женился в 25 лет, через десять лет развёлся. В браке у него родилась дочь, которую он десять лет воспитывал один, по собственным словам, «антиавторитарно». Кроме этого, он несколько лет работал с больными СПИДом, сопровождая умирающих.
С 1970-х годов он живёт в Берлине, сначала в районе Моабит, а с 1980-х годов в районе Кройцберг, в одной квартире с несколькими другими жильцами. У него 2 внука.

## «Дедушка-хипстер»
По собственным словам после двадцатилетнего воздержания, Краббенхёфт регулярно посещает различные берлинские техно-клубы, как например «Berghain», «Sisyphos», «Club der Visionaere» или «Kater Blau». Это регулярно привлекает внимание средств массовой информации, в особенности за счет распространения селфи. В феврале 2015 года Краббенхёфт был впервые упомянут в газете Frankfurter Allgemeine Zeitung. Летом того же года Краббенхёфт приобрел всемирную известность как интернет-феномен, после того, как в социальных сетях были распространены его фотографии, сделанные в июле на Адмиральском мосту в Берлине, и чуть позже в берлинском метро. В журнале «Cosmopolitan» появилась публикация, в которой был отмечен подчеркнуто элегантный стиль одежды Краббенхёфта, а он сам был назван «Модный дедушка». После этого в Германии и за её пределами появились и продолжают появляться публикации о якобы «старейшем хипстере Берлина», «пенсионере-хипстере с Kottbusser Tor» или «крутейшем дедушке Берлина». В интернет-газете Huffington Post он был назван «официально самым модным дедушкой мира».
Одно из берлинских рекламных агентств продвигает его как модель. Его отличительные признаки, кроме прочего — шляпа-котелок и жилетка.

## Призы и награды
- 2015: Street Fashion Pluck Award, вручена Объединением немецких дизайнеров моды и текстиля VDMD[12]